# Els quatre elements (escultura)
Els quatre elements és una escultura mòbil monumental creada per l'escultor americà Alexander Calder el 1961. L'escultura és el conjunt de quatre plaques de metall que es mouen motoritzadament. L'obra mesura uns 30 peus d'alçada (9,14 metres). Les plaques estan pintades de colors apagats. L'escultura s'ha fet a partir d'un model de Calder de 1938.
Els quatre elements és una instal·lació de llarg termini situada davant de l'entrada del Moderna Museet a Estocolm, a Skeppsholmen.
L'obra es va portar des de Nova York pel col·leccionista suec d'art Pontus Hultén, director del Moderna Museet en aquell moment). Els quatre elements era part de l'exposició Moviment en l'art (Rörelse i konsten) i l'exposició es va mostrar al Moderna Museet des del 16 de maig fins al 10 de setembre de 1961.
Com a recored de l'extensiva presència de l'artista a l'exposició, l'obra de Calder va romandre en peu, a l'exterior de l'edifici. L'obra s'ha convertit en una firma i un veritable símbol del museu. Va ser donat per Alexander Calder i l'enginyer Allan Skarne l'any 1967. Els quatre elements és part del parc escultòric (en suec Skulpturparken) fora del museu Moderna Museet.